# 兼相流
兼相流（けんそうりゅう）とは、武石兼太郎（号は兼相、1943年（昭和18年）没）が創始した近代護身柔術流派。
無比流の杖術・居合術並びに浅山一伝流（森戸系）の剣術・鎌術・棒術・居合術を併伝している。

## 歴史
武石謙太郎は、山崎房吉より伝授された淺山一傳流体術に工夫を加えて兼相流柔術を創始した。
1908年（明治41年）に日暮里に勝武館を開設。道場は後年蒲田駅の南側に移転した。
1943年（昭和18年）に皆伝を受けた松本貢（武号 兼久）・保男（武号 武久）親子によって
武石兼相が伝えた武術の全伝を昭和２０年から神奈川県平塚市の相州松武館道場で伝承し複数の継承者を輩出した
他に昭和前期に皆伝を受けた清水謙一郎（後年護身道を開創）の系統もあった。
宗家制度を取っていないので同代の皆伝師範が複数存在する

## 技術内容
技術内容は大きく分類すると以下の三つに分類される。
「天之巻」
- 「上段之位」十二本
- 「中段之位」十二本
- 「下段之位」十二本
- 「押込」  十二本

「地之巻」
- 「上段之位」十二本
- 「中段之位」十二本
- 「下段之位」十二本
- 「居捕」    十二本

「人之巻」
- 「当身之解説」
- 「活法」（活法・診断法・薬と施術）
- 「白羽捕」
- その他

全て内容は、４段構成になっている。上記、昭和10年までの直伝書による
「人之巻」は、全ての巻を３段構成とし、天地の技法に、応用技法「乱之巻」二十本・短棒術からなる戦後付加された技法とする伝もある
- 武石兼太郎は、兼相流には含めなかった森戸派浅山一傳流も希望者に教えたため、別伝が多数ある

## 現在の伝承・関連項目・参考文献・伝書など
- 勝武館神奈川県平塚市
- 兼相流伝書　天之巻・地之巻・人之巻
- 淺山一傳流　伝授型筆録
- 兼相流柔術　上・下　清水謙一郎　昭和２９年発行非売品
- 武石兼相先生の想い出　松本貢兼久　昭和６３年
- 和儀（やはらぎ）第二号　和科学学会
- 護身道（兼相流・無比流・八光流を合わせた流派）